# Готфрид II (Спонхайм)
Готфрид II фон Спонхайм (на немски: Gottfried II von Sponheim; * 1165; † 1183) от род Спанхайми, е граф на Графство Спонхайм от 1159 до 1183 г.

## Биография
Той е син на граф Готфрид I (1135 – 1159) и внук на Мегинхард фон Спонхайм (ок. 1085 – ок. 1136). Брат е на Хайнрих († 1189, Адрианопол).
Готфрид II става граф на Спонхайм след баща си през 1159 г.

## Фамилия
Готфрид II се жени за дъщеря на граф Герлах от Графство Велденц. Те имат децата: 
- Герлах
- Валрам
- Хайнрих I († 1197/1200]), женен за Лиефата N
- Алберт
- Лудвиг
- Готфрид III († 1218), граф на Спонхайм, женен за Аелхайд († 1263), сестра на граф Хайнрих III фон Сайн
- Ида, монахиня в Рупертсберг 1189